# Moneymakerův efekt
Moneymakerův efekt (The Moneymaker effect) je název pro náhlé zvýšení zájmu veřejnosti o poker poté, co Chris Moneymaker vyhrál turnaj World Series of Poker 2003 Main event.
Američan Chris Moneymaker, té doby 27letý účetní z Tennessee, byl amatérským pokerovým hráčem a vstupenku na turnaj se vstupným 10 000 $ vyhrál přes online kvalifikaci za 39 $ na herně PokerStars. V jeho prvním živém turnaji dokázal překonat všech 838 soupeřů a odnesl si výhru činící 2,5 milionu dolarů.
Tato obrovská výhra pokerového amatéra na hráčském poli, které obsahovalo mnoho profesionálů a hvězdných pokerových jmen, zapříčinila obrovský rozmach pokeru. Amatérští sváteční hráči, inspirovaní Moneymakerovým úspěchem, si začali myslet, že i oni mohou vyhrát velký turnaj. To se projevilo především v online pokeru, kdy si mnozí mladí hráči řekli, že v online hernách mohou „doma u počítače vydělat víc peněz, než kdyby chodili do práce.“ Právě tomuto účinku na mysl amatérských hráčů, kteří začali hrát poker ve velkém s myšlenkou, že mohou vyhrát spoustu peněz, se říká Moneymakerův efekt. Samotnému období rozmachu pokeru mezi roky 2003 a 2006 se říká poker boom.
Stoupla také popularita samotné WSOP, které o rok později hrálo 2576 lidí, tedy o 1738 hráčů více, než v roce 2003.